# Mario Sereni
Mario Sereni   (Perusa, 25 de març de 1928 - Perusa, 24 de juliol de 2015) va ser un baríton italià, actiu entre les dècades de 1950 i 1980.

## Biografia
Ex tornador, es va matricular al Conservatori de Perugia als vint anys, i posteriorment va perfeccionar les seves habilitats a l'"Accademia Musicale Chigiana"" amb Mario Basiola. Va debutar el 1953 al Maggio Musicale Fiorentino a Il diavolo nel campanile, obtenint un èxit considerable. Posteriorment, la seva convincent interpretació de Wolfram di Eschembach a Tannhäuser al Massimo de Palerm (1955) li va obrir les portes dels teatres d'òpera italians i estrangers més importants.
El 1956 va aparèixer a Faust al Teatro Colón de Buenos Aires i el 1957 va debutar al Metropolitan de Nova York amb Andrea Chénier. Així va començar, als trenta anys, una llarga trajectòria als teatres nord-americans més importants: Lucia di Lammermoor amb Maria Callas (1958), Pagliacci (Silvio, 1959), Manon Lescaut (1960), La forza del destino (1960, en la qual va substituir el desaparegut Leonard Warren), Il trovatore (1961), Pagliacci (1961), (1963), El barber de Sevilla (1963 i 73). Va actuar al Met fins al 1984, fent un total de més de 500 actuacions.
També va dur a terme una intensa activitat als teatres més prestigiosos d'Europa. Entre les interpretacions més significatives hi ha La traviata al Teatro Nacional de São Carlos de Lisboa amb Maria Callas (1958; l'enregistrament en directe d'aquesta actuació s'ha convertit en un clàssic de la discografia), Ernani a Roma (1958), La traviata a La Scala dirigida per Herbert Von Karajan (1964), Don Carlo a Viena (1968), Giovanna d'Arco a Roma (1972). En els darrers anys de la seva carrera va cantar principalment als Estats Units, així com al Metropolitan de Boston, Washington i Detroit. Es va acomiadar dels escenaris el novembre de 1984, al Metropolitan, en el paper de Schaunard a La Bohème, amb Plácido Domingo com a director d'orquestra.
Sereni estava dotat d'un talent vocal remarcable, recolzat per una tècnica i un estil rigorosos. En particular, el fraseig sempre ha estat molt clar i expressiu, i recorda l'antic recitar cantando del període clàssic. Val la pena esmentar en aquest sentit la notació altament laudatòria de Rodolfo Celletti sobre la històrica edició lisboeta de La traviata.

## Repertori
| Rol                 | Títol                   | Autor       |
| ------------------- | ----------------------- | ----------- |
| Escamillo           | Carmen                  | Bizet       |
| Michonnet           | Adriana Lecouvreur      | Cilea       |
| Belcore             | L'elisir d'amore        | Donizetti   |
| Enrico Ashton       | Lucia di Lammermoor     | Donizetti   |
| Alfonso XI          | La favorita             | Donizetti   |
| Malatesta           | Don Pasquale            | Donizetti   |
| Carlo Gérard        | Andrea Chénier          | Giordano    |
| De Siriex           | Fedora                  | Giordano    |
| Valentin            | Faust                   | Gounod      |
| Silvio Tonio/Taddeo | Pagliacci               | Leoncavallo |
| Compar Alfio        | Cavalleria rusticana    | Mascagni    |
| Barnaba             | La Gioconda             | Ponchielli  |
| Lescaut             | Manon Lescaut           | Puccini     |
| Marcello Schaunard  | La bohème               | Puccini     |
| Sharpless           | Madame Butterfly        | Puccini     |
| Ramblado Fernandez  | La rondine              | Puccini     |
| Michele             | Il tabarro              | Puccini     |
| Ping                | Turandot                | Puccini     |
| Sesto Tarquinio     | Lucrezia                | Respighi    |
| Figaro              | Il barbiere di Siviglia | Rossini     |
| Don Carlo           | Ernani                  | Verdi       |
| Giacomo             | Giovanna d'Arco         | Verdi       |
| Gusmano             | Alzira                  | Verdi       |
| Macbeth             | Macbeth                 | Verdi       |
| Rolando             | La battaglia di Legnano | Verdi       |
| Miller              | Luisa Miller            | Verdi       |
| Rigoletto           | Rigoletto               | Verdi       |
| Conte di Luna       | Il trovatore            | Verdi       |
| Giorgio Germont     | La traviata             | Verdi       |
| Renato              | Un ballo in maschera    | Verdi       |
| Don Carlo di Vargas | La forza del destino    | Verdi       |
| Rodrigo di Posa     | Don Carlo               | Verdi       |
| Amonasro            | Aïda                    | Verdi       |
| Ford                | Falstaff                | Verdi       |
| L'Araldo del Re     | Lohengrin               | Wagner      |

## Discografia

### Gravacions d'estudi
- Andrea Chénier - Richard Tucker, Maria Curtis Verna, Mario Sereni, dir. Fausto Cleva - COLUMBIA 1957
- Turandot - Birgit Nilsson, Jussi Björling, Renata Tebaldi, Giorgio Tozzi, Mario Sereni, dir. Erich Leinsdorf - RCA 1959
- Madame Butterfly - Victoria de los Ángeles, Jussi Björling, Mario Sereni, Miriam Pirazzini, dir. Gabriele Santini - EMI 1959
- La traviata - Victoria de los Angeles, Carlo Del Monte, Mario Sereni, dir. Tullio Serafin - EMI 1959
- Cavalleria Rusticana - Victoria de los Angeles, Franco Corelli, Mario Sereni, dir. Gabriele Santini - EMI 1962
- La bohème - Mirella Freni, Nicolai Gedda, Mario Sereni, Mariella Adani, Ferruccio Mazzoli, dir. Thomas Schippers - EMI 1963
- Andrea Chénier - Franco Corelli, Antonietta Stella, Mario Sereni, dir. Gabriele Santini - EMI 1963
- Lucia di Lammermoor - Anna Moffo, Carlo Bergonzi, Mario Sereni, Ezio Flagello, dir. Georges Prêtre - RCA 1966
- L'elisir d'amore - Mirella Freni, Nicolai Gedda, Renato Capecchi, Mario Sereni, dir. Francesco Molinari Pradelli - EMI 1966
- La rondine - Anna Moffo, Daniele Barioni, Graziella Sciutti, Mario Sereni, dir. Francesco Molinari-Pradelli - RCA 1966
- Aïda - Birgit Nilsson, Franco Corelli, Grace Bumbry, Mario Sereni, Bonaldo Giaiotti, dir. Zubin Mehta - EMI 1966
- Ernani - Carlo Bergonzi, Leontyne Price, Mario Sereni, Ezio Flagello, dir. Thomas Schippers - RCA 1967

### Enregistraments en viu
- Ernani - Mario Del Monaco, Costantina Araujo, Mario Sereni, Cesare Siepi, dir. Fernando Previtali - Roma-RAI 1958 MYTO
- La forza del destino - Flaviano Labò, Zinka Milanov, Mario Sereni, Cesare Siepi, dir. Fritz Stiedry - Met 1958 BONGIOVANNI
- La bohème - Licia Albanese, Carlo Bergonzi, Mario Sereni, Laurel Hurley, Norman Scott, dir. Thomas Schippers - Met 1958 BONGIOVANNI/MYTO
- La traviata - Maria Callas, Alfredo Kraus, Mario Sereni, dir. Franco Ghione - Lisbona 1958 EMI
- La traviata - Renata Scotto, Nicola Filacuridi, Mario Sereni, dir. Fernando Previtali - Milano-RAI 1959 OPERA DEPOT
- La traviata - Licia Albanese, Cesare Valletti, Mario Sereni, dir. Kurt Adler - Met 1959 OMEGA OPERA ARCHIVE
- Pagliacci (Silvio) - Mario del Monaco, Lucine Amara, Leonard Warren, Mario Sereni, dir. Dimitri Mitropoulos - Met 1959 ARKADIA
- La forza del destino - Renata Tebaldi, Richard Tucker, Mario Sereni, Jerome Hines, dir. Thomas Schippers - Met 1960 WALHALL
- Manon Lescaut - Dorothy Kirsten, Carlo Bergonzi, Mario Sereni, Salvatore Baccaloni, dir. Fausto Cleva - Met 1960 BONGIOVANNI
- Madama Butterfly - Dorothy Kirsten, Daniele Barioni, Mario Sereni, dir. Dimitri Mitropoulos - Met 1960 WALHALL
- Andrea Chenier - Carlo Bergonzi, Zinka Milanov, Mario Sereni, dir. Fausto Cleva - Atlanta 1960 LYRIC DISTRIBUTION
- Il trovatore - Franco Corelli, Leontyne Price, Mario Sereni, Irene Dalis, dir. Fausto Cleva - Met 1961 MYTO
- Don Carlo - Franco Corelli, Jerome Hines, Maria Curtis Verna, Mario Sereni, Irene Dalis, dir. Nino Verchi - Met 1961 GOP
- Macbeth - Mario Sereni, Nora Lopez, Nicola Zaccaria, Augusto Vicentini, dir. Mario Rossi - RAI-Torino 1961HOUSE OF OPERA
- Pagliacci - Carlo Bergonzi, Raina Kabaivanska, Mario Sereni, Norman Mittelman, dir. Fausto Cleva - Met 1962 BONGIOVANNI
- Aïda - Carlo Bergonzi, Leontyne Price, Rita Gorr, Mario Sereni, Cesare Siepi, dir. Georg Solti - Met 1963 MYTO
- La traviata - Anna Moffo, Renato Cioni, Mario Sereni, dir. Herbert von Karajan - La Scala 1964 GALA/OPERA D'ORO
- La traviata - Mirella Freni, Renato Cioni, Mario Sereni, dir. Herbert von Karajan - La Scala (prova generale) 1964 PARAGON/ARKADIA
- Falstaff (Ford) - Anselmo Colzani, Gabriella Tucci, Regina Resnik, Mario Sereni, Luigi Alva, dir. Leonard Bernstein - Met 1964 OPERA LOVERS
- Ernani - Franco Corelli, Leontyne Price, Mario Sereni, Cesare Siepi, dir. Thomas Schippers - Met 1965 GOP/MEMORIES/MYTO
- L'elisir d'amore - Graziella Sciutti, Giuseppe Di Stefano, Wladimiro Ganzarolli, Mario Sereni, dir. Argeo Quadri - Vienna 1965 GOLDEN MELODRAM
- Il trovatore - James McCracken, Gwyneth Jones, Mario Sereni, Fiorenza Cossotto, Ivo Vinco, dir. Argeo Quadri - Vienna 1966 OPERA DEPOT
- L'elisir d'amore - Alfredo Kraus, Roberta Peters, Fernando Corena, Mario Sereni, dir. Fausto Cleva - Met 1968 GOP
- Don Carlo - Plácido Domingo, Cesare Siepi, Mario Sereni, Sena Jurinac, Fiorenza Cossotto, dir. Silvio Varviso - Vienna 1968 STANDING ROOM ONLY
- Un ballo in maschera - Flaviano Labò, Montserrat Caballé, Mario Sereni, dir. Bruno Bartoletti - Roma-RAI 1969 GDS
- La favorita - Fiorenza Cossotto, Luigi Ottolini, Mario Sereni, Ivo Vinco, dir. Nino Sanzogno - Roma-RAI 1970 OPERA LOVERS/FIORI
- Lucia di Lammermoor - Joan Sutherland, Placido Domingo, Mario Sereni, dir. Richard Bonynge - Met 1970 GALA
- La traviata - Joan Sutherland, Placido Domingo, Mario Sereni, dir. Richard Bonynge - Met 1970 GALA/OPERA LOVERS
- Andrea Chenier - Richard Tucker, Gilda Cruz-Romo, Mario Sereni, dir. Francesco Molinari Pradelli - Met 1970 OPERA LOVERS
- Il trovatore - Richard Tucker, Martina Arroyo, Mario Sereni, Shirley Verrett, dir. Zubin Mehta - Met 1971 BENSAR/OPERA LOVERS
- Alzira - Angeles Gulin, Gianfranco Cecchele, Mario Sereni, Ferruccio Mazzoli, dir. Maurizio Rinaldi - Torino-RAI 1971 HRE/GALA
- Giovanna d'Arco - Katia Ricciarelli, Flaviano Labò, Mario Sereni, dir. Bruno Bartoletti - Roma 1972 LYRIC DISTRIBUTION
- La battaglia di Legnano - Rita Orlandi Malaspina, Gianfranco Cecchele, Mario Sereni, Mario Rinaudo, dir. Maurizio Rinaldi - Milano-RAI 1973 OPERA LOVERS